# 鼠鞭虫
鼠鞭虫（学名：Trichuris muris）是小鼠的线虫寄生虫。它与人类蛔虫寄生虫毛首鞭形线虫非常相似，因为它在交叉时具有免疫反应性，因此经常用于相关研究。

## 生命周期
摄入含胚的卵的材料会导致传播和感染。卵向下移动到盲肠，并在那里诱导幼虫孵化。幼虫继续穿透黏膜上皮，然后在9至11天后蜕皮进入感染的第二阶段。感染后约17天，幼虫到达第三阶段，5天后进行第四阶段蜕皮。幼虫在感染后29天完成最后一次蜕皮，并转变为成熟的雌雄异体成虫。这些鞭虫利用它们的前端将自己嵌入到排列在大肠壁上的细胞中。在肠壁中建立它们的位置后，成虫交配并通过粪便将不含胚的卵释放到周围的环境中。
鼠鞭虫依靠与肠道细菌的直接接触来促进胚胎的孵化。使用绿色荧光蛋白和大肠杆菌菌株，可以看到细菌专门聚集在位于卵两极的鳃盖周围。细菌含有1型菌毛，其菌毛尖端具有黏附素FimH。FimH与卵子表面的甘露糖化受体相互作用。当结合时，信号转导级联被触发并导致蠕虫从卵中出现。温度，特别是37°C时，可作为额外的孵化提示；这种特定的温度被认为可以防止鼠鞭虫卵在不理想的外部环境中孵化。
鼠鞭虫与细菌之间的关系对宿主的免疫反应也有显着影响。在抗生素存在的情况下，2型辅助性T细胞（Th2）的活性会降低，因为与肠壁结合的鞭虫较少。这反过来又促进了Th17和Th1细胞的增殖和分化。感染后约18天，经抗生素处理的小鼠体内的蠕虫负担大大减少，进一步支持了细菌对蠕虫的建立至关重要的观点。